# 反天皇制全国個人共闘・秋の嵐
反天皇制全国個人共闘・秋の嵐（はんてんのうせいぜんこくこじんきょうとう・あきのあらし）は、1987年結成の日本の反天皇制を掲げる集団。略称は秋の嵐（あきのあらし）。

## 概要
「全国個人共闘」との名称の通り、「反天皇制」を掲げる個人の集団で、党派（政党、セクト）ではなく、特定の既成左翼や新左翼にも属さない。いわゆるノンセクト・ラジカルに分類される。
1987年秋に予定されていた沖縄国体に伴う昭和天皇の沖縄訪問に反対するため、同年9月に見津毅、高橋よしあき、太田ノブ、穴水正彦によって結成された。あくまで短期的組織のつもりだったことから「秋の嵐」との名称になった（しかし昭和天皇は訪問直前に病床に伏したため、代理として皇太子明仁親王が沖縄を訪問することになった）。
その後、昭和天皇の病状悪化による「自粛ムード」の広がりやマスコミの報道の多さ、天皇の戦争責任などを問題とする若者が集まり、一時は運動が盛り上がったが、1989年1月の昭和天皇の病没に続く大喪の礼や即位の礼などの皇室関連行事（天皇代替わり）が一通り終わった1991年頃以降は活動が停滞し、現在に至っている。
闘争過程において警察の介入を受け、逮捕・起訴されたメンバーも多い。とりわけ天皇死去直後の1989年1月の行動では逮捕者数名を出した。中には原宿で「さよならヒロヒト」と書かれた横断幕をガムテープで歩道橋の橋脚に張りだしたことを軽犯罪法違反として逮捕された事例も含まれるが、実際には横断幕を張ることは歩行者天国をステージとする多くのバンドも同様におこなっていたことであった。これらを不当逮捕であるとして、秋の嵐は「『さよならヒロヒト』原宿 X-day 裁判でしっべ返しをする会」を結成して国家賠償請求訴訟を提起。途中で原告の死亡により訴えの一部を取り下げたものの、1990年に起きた警察官によるメンバーへの暴行と合わせ、逮捕・暴行の両方について警察の違法行為が認定され、勝訴した。
2019年に『秋の嵐 Harajuku im herbst』のタイトルで映画化され、同年12月には上映会が東京・日本キリスト教会館で開催された。

## 主要メンバー
- 見津毅（ジャーナリスト、旧日本社会党職員、『社会新報』記者。1967年生まれ[6]、1995年3月19日事故死。）
- 高橋よしあき（ミュージシャン。パンクバンド「テーゼ」のリーダー[7][8][6]。1963年生まれ[4]。）
- 太田ノブ
- 穴水正彦(美樹)
- 山本夜羽音（漫画家。1966年生まれ、2022年3月14日病没。）
- 佐藤悟志（政治活動家。1965年生まれ。）
- 大田リョウ（活動家[9][10][6]。1963年生まれ、2002年10月3日病没[11][6]。）
- 鹿島拾市（著述家。1967年生まれ。）